# Felix Draeseke
Felix August Bernhard Draeseke (Coburgo, 7 de octubre de 1835 - Dresde, 26 de febrero de 1913) fue un compositor de la «Nueva Escuela Alemana». Compuso obras en la mayoría de formas, incluyendo ocho óperas y obras de teatro, cuatro sinfonías y mucha música de cámara y vocal.

## Biografía
Felix Draeseke nació el 7 de octubre de 1835 en Coburgo, una ciudad del ducado de Franconia (Alemania). Se sintió atraído por la música desde edad muy temprana y escribió su primera composición con ocho años. No encontró oposición familiar cuando, a mediados de su adolescencia, declaró su intención de convertirse en músico profesional. Pareció que su desarrollo musical no se vio beneficiado tras unos años en el Conservatorio de Leipzig, pero después de una de las primeras interpretaciones de Lohengrin de Richard Wagner se sintió atraído por la Nueva Escuela Alemana, centrada alrededor de Franz Liszt en Weimar, donde se estableció desde 1856 (llegando inmediatamente después de la marcha de Joachim Raff) hasta 1861.
En 1862 Draeseke abandonó Alemania y fijó su residencia en Suiza, donde impartió clases en Romandía en el área alrededor de Lausana. Tras su regreso a Alemania en 1876, eligió Dresde como lugar de residencia. Aunque continuó teniendo éxito con la composición, sólo recibió un encargo del conservatorio de la ciudad en 1884 y, con él, alguna seguridad económica. En 1894, dos años después de su promoción a profesor en el Royal Saxon Conservatory, cuando tenía 58 años, se casó con su antigua alumna Frida Neuhaus. En 1912 completó su obra orquestal final, la Cuarta Sinfonía. El 26 de febrero de 1913, sufrió un derrame cerebral y falleció. Está enterrado en el cementerio Tolkewitz de Dresde.

## Música y estilos
Durante su carrera Draeseke dividió sus esfuerzos casi equitativamente entre los mundos compositivos y compuso en la mayoría de los géneros, incluyendo sinfonías, conciertos, ópera, música de cámara y obras para piano solo. Con su primera sonata para piano en do sostenido Sonata quasi Fantasia de 1862–1867 despertó el interés general, ganándose la admiración sin reservas de Liszt como una de las sonatas para piano más importante después de Beethoven. Sus óperas Herrat (1879, en un principio titulada Dietrich von Bern) y Gudrun (1884, basada en el relato épico medieval homónimo) tuvo algo de éxito, pero sus ulteriores descuidos han evitado que se entendiera a Draeseke como uno de los pocos sucesores verdaderos de Wagner y uno de los pocos que podrían concebir los ejemplos dramáticamente convincentes y melodiosamente irresistibles de obra de arte total («Gesamtkunstwerk»).
Draeseke siguió de forma entusiasta todas las facetas de la música. Su música de cámara usa instrumentos de reciente desarrollo, entre ellos la violotta, un instrumento desarrollado por Alfred Stelzner como un intermediario entre la viola y el violonchelo, que Draeseke usó en su Cuarteto para cuerdas en la mayor, y la viola alta, un instrumento desarrollado durante la década de 1870 por Hermann Ritter y prototipo de la viola rápidamente promocionado por Richard Wagner para su Orquesta de Bayreuth.
Se reveló como maestro contrapuntista componiendo música coral, alcanzando un gran éxito con su Réquiem en si menos de 1877–1880, pero mostró más convincentemente sus cualidades en esta técnica con Mysterium Christus que está compuesta por un prólogo y tres oratorios separados y requiere tres días para su interpretación completa, una obra que lo mantuvo ocupado entre los años 1894–1899 pero cuyo concepto data de la década de 1860. Sus obras orquestales como la Serenata en fa mayor (1888) u otras del mismo género de ese año, el preludio sinfónico basado en Penthesilea de Kleist tuvieron un gran éxito de audiencia por su rica invención melódica, vivacidad rítmica y extraordinario concepto armónico. Su música de cámara es igualmente rica.